# Cingulum militare
Cingulum militare  - римски војнички појас, био је део древне римске војне опреме у облику каиша украшеног металним детаљима, који су војници и званичници носили као знак ранга. Почев од 1. века. н. е. испред појаса била је "прегача" од 4-8 кожних каишева ојачаних оковима са привесцима на крајевима ради заштите препона. Бодеж (pugio) је био причвршћен са леве стране. Многи фрагменти војних појасева пронађени су у римској провинцији Панонија.

## Делови појаса
Појас чине следећи делови:
- Fibula: копча појаса.
- Bulla: оков на балтеи и појасу.
- Baltea: висећи кожни каиш прегаче.
- Pensilium: привесци на крају каишева.
- Lamna: диск на крају каиша прегаче који обухвата пенсилијум.

Појас је коришћен у комбинацији са шлемом (galea), штитом (scutum), укупним оклопом на горњем делу тела (curias), бодежом (pugio) и мачем (gladius).

## Римски војнички појас из текијске оставе
У Народном музеју у Београду изложени су делови римског војничког појаса из „текијске оставе“ који дају податке о изгледу и украшавању парадне војничке опреме I века и о римском занатству тога доба. Елементе појасне гарнитуре чине 72 дела – кружна копча са натписом (VII Rl. G. Valerius), кружна копча украшена таласастом, тачкастом линијом, D копча са језичком, десет комада квадратног окова (на једном је натпис ISXVS) осам комада трочланих, дугуљастих привезака, два комада двочланих привезака украшених главама и 48 комада кружних окова који чине део прегаче и гајка, који припадају деловима појаса.
Како су ови појасеви изгледали и како су се носили приказују до најфинијих детаља представе на тријунфалном Трајановом стубу и надгробним споменицима. Реконструкција појасева и прегаче, показује да се у ствари ради о четири или најмање два кожна појаса која су била украшена овим фрагментима. Појас из Текије представља један од свакако најзначајнијих и веома ретких примерака парадне опреме I века. Свечани и луксузни карактер овог појаса, изузетне вредности и богато декорисаног, указује на висок официрски положај или богатство легионара.

## Симболика појаса код Римљана и касније у историји
Појас је био својеврсна „лична карта“ војника када је путовао без оружја и оклопа и само у туници, огртачу и сандалама: ко је носио тај појас, био је војник („Omnes qui militant, cincti sunt“). Губитак појаса је сматран срамотом за војника или неприхватљивом провокацијом од стране трећих лица. Као казна за злостављање, појас је одузиман и враћен само ако се војник рехабилитовао. Отпуштање из војне службе са губитком части, између осталих правних последица, значило је и коначно одузимање овог појаса.
О значају даривања појаса cingulum militare у каролиншким изворима током раног средњег века постоје различита тумачења. Поклањање појаса cingulum militare грофовима или војводама симболисали су пренос службених дужности и овлашћења у вођењу власти. Сва каснија симболика била је изведена из традиције каролиншке династије, у којој су владари своје синове опремали појасом cingulum militare и тако јавно објављивали способност нове генерације да преузме дужност, и влада наследивши очеве.
Према записима Андреје Ангелуса Равенског из IX века поседовање појаса cingulum militiae сматрано је знаком високог статуса и обављања високе дужности. Иако је одбацивање појаса сматрано знаком покоре, било је такође релативно стандардна (иако неуобичајена) метафора у хагиографији, коју је употребљавао Викторијус из Руана крајем IV века. Други извори сугеришу да човек који је претходно био на цивилној или војној функцији може бити рукоположен за епископску службу ако одбаци појас.
Касније у XI веку Харолд II Енглески предаје cingulum militare Гају I од Понтијеа када га је овај заробио после бродолома у Ламаншу као знак покоре. Сцена је приказана на  Таписерији из Бајеа